# Улица Костанди
Улица Костанди — улица в Одессе, от Фонтанской дороги до улицы Ильфа и Петрова. 
Названа в честь известного живописца Кириака Костанди. 
На улице расположены дома частного сектора, два магазина, сауна, аптека, два детских оздоровительных заклада — «Юный судоремонтник» и «Сказочный». На пересечении с Люстдорфской дороги была расположена вилла начала XX в. и трамвайный павильон остановки 1910-х годов (в перестроенном виде, ныне его занимает шиномонтаж).
Улица возникла еще в XIX веке как главная улица села Дерибасовка, в советское время получила своё сегодняшнее название. Улица заканчивается на пересечении с улицей Ильфа и Петрова, однако от Люстдорфской дороги до своего окончания фактически существует как межквартальный проезд.